# Kretzschmaria lucidula
Kretzschmaria lucidula är en svampart som först beskrevs av Jean François Montagne, och fick sitt nu gällande namn av Dennis 1970. Kretzschmaria lucidula ingår i släktet Kretzschmaria,  och familjen kolkärnsvampar.   Inga underarter finns listade.